# Наум Охридський
Наум (болг. Свети Наум, мак. Свети Наум Охридски Чудотворец, також відомий як Преславського і Охридський, 830-ті — 23 грудня 910 року, Охрид) — болгарський святий, особливо шанований у сучасних Болгарії та Північній Македонії.

## Життєпис
Святий Наум разом зі святими Кирилом та Мефодієм, а також зі своїм подвижником святим Климентом Охридським є одним з основоположників болгарської релігійної літератури. Болгарська православна церква включає Святого Наума в число семи апостолів Болгарії.
В 886–893 рр. він проживав у Преславі, ставши організатором місцевої літературної школи. Потім він очолив школу в Охриді. 905 року заснував монастир на березі озера Охрид, сьогодні названий його ім'ям. Там же зберігаються і його мощі.
На честь святого названо бульвар у Софії, а також названа гора на острові Смоленськ (Лівінгстон) (Південні Шетландські острова).

## Святкування
Святий і у католицизмі і у православ'ї. День Святого Наума відзначається в Україні 23 грудня. Його вважали покровителем знань і доброчинства. В цей день прийнято було ставити в церкві свічку святому Наумові — на пошану, а дитині — на розум.
З цим днем пов'язано багато прислів'їв та приказок: 
- «Наум наставляє на ум»;
- «Батечко Наум, виведи синка на ум»;
- «Прийшов Наум, пора братись за ум».[5]